# Metopograpsus messor
Metopograpsus messor är en kräftdjursart som först beskrevs av Forskål 1775.  Metopograpsus messor ingår i släktet Metopograpsus och familjen ullhandskrabbor. Inga underarter finns listade i Catalogue of Life.